# Pistapaug Mountain
Pistapaug Mountain est une montagne située dans l'État du Connecticut (États-Unis) et faisant partie de Metacomet Ridge, une longue arête rocheuse des Appalaches qui traverse le sud de la Nouvelle-Angleterre sur 160 kilomètres de long. Le sommet s'élève à 210 mètres d'altitude. Pistapaug Mountain est une destination populaire pour la pratique de sports en plein air, réputée pour ses falaises, le panorama qu'elle offre, son microclimat ainsi que sa faune et sa flore variées.

## Géographie

### Topographie
Pistapaug Mountain s'élève abruptement en présentant des falaises de 90 mètres de hauteur orientées à l'ouest. Elle s'étend sur 3,2 kilomètres de long pour 800 mètres à son point le plus large, bien que le relief rende cette distance au sol plus importante. Son point culminant atteint 210 mètres d'altitude. Elle se situe sur le territoire des villes de Wallingford et Durham. Elle se prolonge au nord par Fowler Mountain et au sud par Totoket Mountain.

### Hydrographie
Pistapaug Mountain est un important aquifère. Pistapaug Pond, situé à l'ouest de la montagne, est une source d'eau potable.
Les eaux du versant oriental s'écoulent dans le Parmalee Brook, puis dans la Coginchaug River, affluent du fleuve Connecticut, tandis que la moitié occidentale de Pistapaug Mountain appartient au bassin de l'East Haven River, à travers la Farm River, qui se jette directement dans l'océan Atlantique au Long Island Sound.

### Géologie
Pistapaug Mountain, comme la plus grande partie de Metacomet Ridge, est composée de basalte, une roche volcanique. Elle s'est formée à la fin du Trias lors de la séparation de la Laurasia et du Gondwana, puis de l'Amérique du Nord et de l'Eurasie. La lave émise au niveau du rift s'est solidifiée en créant une structure en mille-feuille sur une centaine de mètres d'épaisseur. Les failles et les séismes ont permis le soulèvement de cette structure géologique caractérisée par de longues crêtes et falaises.

### Écosystème
La combinaison des crêtes chaudes et sèches, des ravines froides et humides et des éboulis basaltiques est responsable d'une grande variété de microclimats et d'écosystèmes abritant de nombreuses espèces inhabituelles pour la région. Pistapaug Mountain est un important corridor migratoire saisonnier pour les rapaces.

## Activités

### Tourisme
La montagne est ouverte à la randonnée pédestre, à la raquette à neige, au pique-nique et à diverses autres activités de détente. Pistapaug Pond est interdit au public. Une partie des 80 kilomètres du Mattabesett Trail, maintenu par la Connecticut Forest and Park Association, traverse la montagne. Il s'étend du nord de Lamentation Mountain, où il est relié à Metacomet Trail, jusqu'au sud de Totoket Mountain. Il est possible de le rejoindre entre le nord de cette dernière et le sud de Pistapaug Mountain, sur la Connecticut Route 17, où un parking est mis à disposition.

### Menaces et protections environnementales
La principale menace qui pèse sur Pistapaug Mountain est l'étalement périurbain. La plus grande partie du versant oriental est composé de propriétés privées alors que le versant occidental est une réserve hydrologique communale.
En 2000, la montagne a fait l'objet d'une étude du National Park Service en vue d'être intégrée dans un nouveau National Scenic Trail, le New England National Scenic Trail, qui aurait inclus le Metacomet-Monadnock Trail au Massachusetts d'une part, les Mattabesett Trail et Metacomet Trail au Connecticut d'autre part. Le Wallingford Land Trust et le Middlesex Land Trust veillent à la conservation et à la préservation du panorama.